# Jonathan Dasnières de Veigy
Jonathan Dasnières de Veigy (ur. 5 stycznia 1987 w Nîmes) – francuski tenisista.

## Kariera zawodowa
Dasnières de Veigy grę w tenisa rozpoczął w wieku trzech lat.
Status profesjonalny uzyskał w 2008 roku, natomiast zawodowe starty zakończył w 2013 roku.
Wielokrotnie wygrywał i osiągał finały w zmaganiach rangi ATP Challenger Tour i ITF Men's Circuit w grze pojedynczej i podwójnej. Najwyższe – 146. miejsce w rankingu singlowym osiągnął podczas notowania 25 lutego 2013. W sierpniu zanotował 337. pozycję w deblu, co było jego najwyższą lokatą.
Jonathan Dasnières de Veigy dwa razy dostawał się do fazy głównej turnieju wielkoszlemowego – w 2011 roku podczas US Open i w 2012 roku podczas French Open. Prócz tego występował także w zawodach deblowych na tym samym turnieju.